# El rey de la granja
El rey de la granja es una película española dirigida por Carlos Zabala y Gregorio Muro.
se trata de la primera película española que mezcla animación en tres dimensiones, dibujos animados e imagen real del tipo de ¿Quién engañó a Roger Rabbit? o Space Jam.

## Ficha artística
Actores principales:
- Karlos Arguiñano (Elías)
- Javier Martín (Sebas)
- Mar Saura (Mamen)
- Pepín Tre (Claudio)
- Ramón Agirre (conductor)
- Elena Irureta (Ana)
- Francisco Larrañaga (Mikel)
- Adrián Ruíz del Cerro (Luis)
- Ariana Aragonés (Eva)
- Aitor Echeverría (Jorge)
- Josu Irigoyen (Carlos)
- Josu Mújica (Mekan)
- Mikel Muro (Jon)

## Argumento
En el asteroide Sondak tres sondakos realizan una arriesgada incursión en el palacio del tirano Ramakor con el fin de arrebatarle Neuronia, una esfera con la que este controla mentalmente a todos los habitantes del planeta. Tras diversas vicisitudes en las que se comprueba el peligroso efecto de seducción que ejerce el poder sobre quien la porta, Kirik, el más joven de los rebeldes, consigue hacerse con la esfera y tras liberar al planeta de su control mental e iniciar una rebelión, escapa en una nave, mientras otra nave tripulada por Mekans, temibles robots fieles a Ramakor, sale en su persecución. La nave de Kirik es alcanzada e inutilizada cuando se encuentra muy cerca de la Tierra. En el momento en que los Mekans están a punto de abordarle, Kirik decide refugiarse en nuestro planeta y camuflarse entre sus habitantes, tomando como modelo una imagen de un gallo de dibujos animados con la que sintoniza a través de las señales de televisión, convencido de que esa es la forma más común entre los seres humanos. Así, Kirik se lanza a la Tierra convertido en un gallo de dibujos animados, llevando consigo a Neuronia y aterriza cerca de una granja escuela perdida en la montaña donde se realizan campamentos de verano para niños.

## Comentarios
Primera película protagonizada por el famoso cocinero vasco Karlos Arguiñano.